# Tubize
Tubize (tiếng Hà Lan: Tubeke)là một đô thị ở tỉnh Walloon Brabant. Tại thời điểm ngày 1 tháng 1 năm 2006, Tubize có dân số 22.335 người. Tổng diện tích là 32,66 km² với mật độ dân số là 684 người trên mỗi km².
Đô thị này gồm các phường cũ Clabecq, Oisquercq, Saintes (Bỉ) và Tubize.

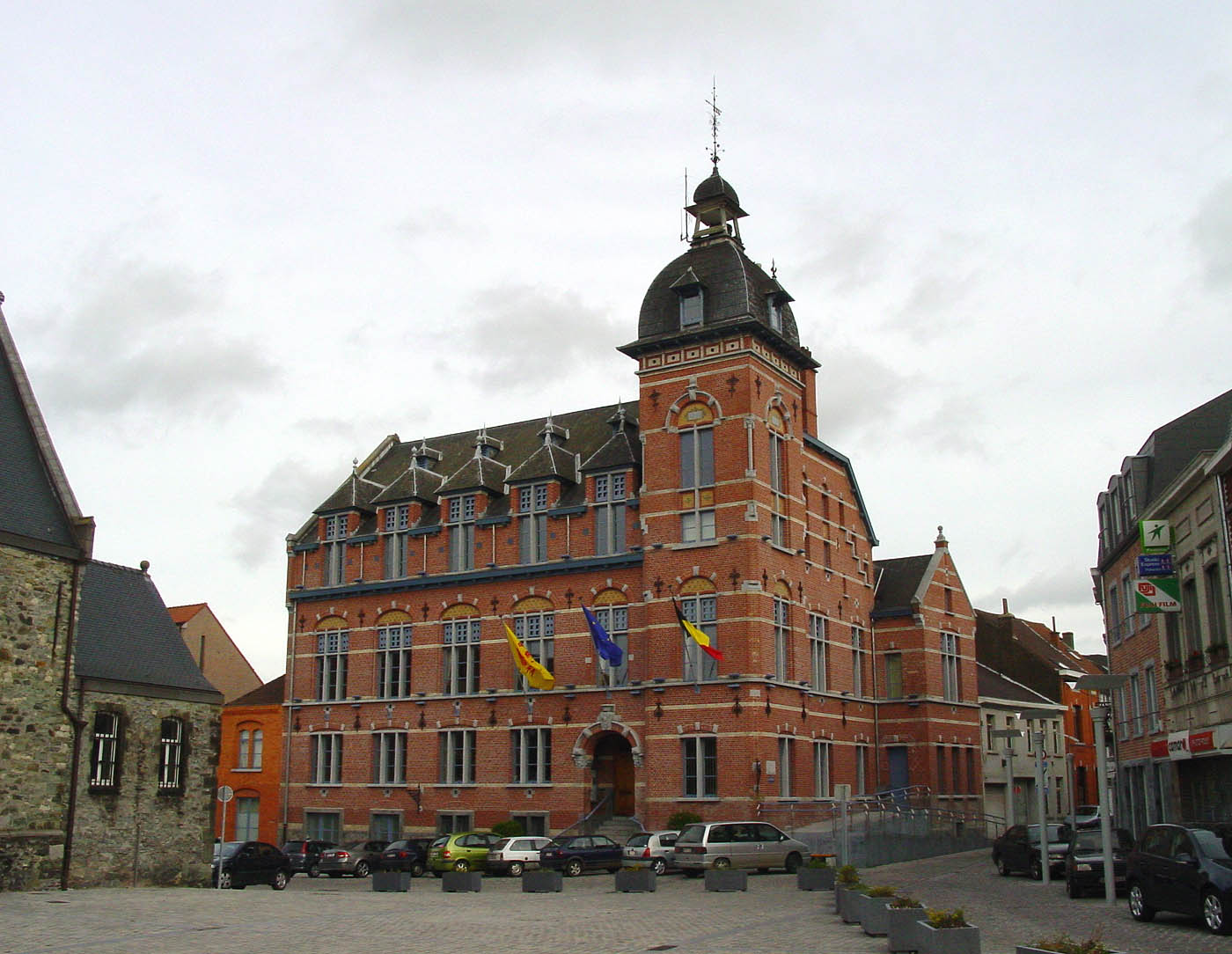
Tòa thị chính Tubize